# Mycetophila delgadoi
Mycetophila delgadoi är en tvåvingeart som beskrevs av Duret 1981. Mycetophila delgadoi ingår i släktet Mycetophila och familjen svampmyggor. Inga underarter finns listade i Catalogue of Life.